# Várnai repülőtér
A Várnai repülőtér (IATA: VAR, ICAO: LBWN) Bulgária egyik nemzetközi repülőtere, amely Várna közelében található. Éves utasforgalma 1 484 186 fő (2022).

## Futópályák
A repülőtér futópályái:
- 09/27 (2500 m, 45 m, bitumen)

## Forgalom
Az utasforgalom az elmúlt években az alábbi módon változott:
| Utasok száma | 548 690 | 932 549 | 1 186 349 | 1 522 658 | 1 206 535 | 1 165 304 | 1 387 494 | 1 970 700 | 2 084 319 | 1 484 186 |
|              | 1998    | 2001    | 2003      | 2006      | 2009      | 2011      | 2014      | 2017      | 2019      | 2022      |